# Erminio Enzo Boso
Erminio Enzo Boso (ur. 9 lipca 1945 w Pieve Tesino, zm. 10 stycznia 2019 tamże) – włoski polityk, senator, od 2008 do 2009 poseł do Parlamentu Europejskiego.

## Życiorys
Należał do założycieli Ligi Północnej w prowincji Trydent. Z jej ramienia w latach 1992–1996 zasiadał we włoskim Senacie XI i XII kadencji. W 1997 w zorganizowanym przez zwolenników secesji głosowaniu został deputowanym do tzw. parlamentu Padanii. W 1998 i 2003 wybierano go do rady prowincji Trydent.
W 2004 wystartował w wyborach europejskich, w trakcie kampanii wyborczej otwarcie deklarował poglądy eurosceptyczne i antyamerykańskie. Mandat posła do Parlamentu Europejskiego VI kadencji objął w czerwcu 2008, zastępując Giana Paola Gobbo. Należał do Grupy Unii na rzecz Europy Narodów, pracował m.in. w Komisji Transportu i Turystyki. W PE zasiadał do lipca 2009.